# Wasmanniella clauda
Wasmanniella clauda är en tvåvingeart som beskrevs av Pritchard 1951. Wasmanniella clauda ingår i släktet Wasmanniella och familjen gallmyggor.
Artens utbredningsområde är Minnesota. Inga underarter finns listade i Catalogue of Life.